# 적산법화원
적산법화원(赤山法華院)은 중화인민공화국 산둥성 웨이하이 시의 행정 구역인 룽청 시(榮成) 스다오진(石島鎭) 적산(赤山) 기슭에 자리잡고 있다.

## 개요
적산법화원은 일본 천태종의 효시인 엔닌 대사가 쓴 《입당구법순례행기(入唐求法巡禮行記)》를 토대로 건립됐다. 제2권 개성 4년 유월(開成 四年 六月, 839년(당 문종 4년) 6월 7일) 배를 타고, 적산으로 가서 적산촌에 있는 적산 법화원을 소개하고 있다. 이 날의 일기에서 이 절은 장보고가 처음으로 세운 것이라고 소개하고 있다.
또한 당나라 때 신라인 장보고가 창립을 기념하여 신라, 당나라, 일본의 승려들을 모아놓고 《법화경》(法華經)을 읽었다는 기록이 나온다. 그의 일기에서 엔닌 대사는 장보고가 건립한 법화원(法華院)의 행사와 모습과 규모 등을 기행문에 상세히 담았고, 그도 귀국 후에도 교토에 적산선원을 세웠다.
1988년 중국 정부는 한중 양국의 우정을 기념하기 위해 적산법화원의 복원공사를 시작해 1990년 5월에 개관했고, 1994년 7월 25일 대한민국의 김영삼 전 대통령이 장보고기념탑에 친필로 '장보고 기념탑'(張保皐紀念塔)이라는 글을 남겼다.

## 주요 시설
법화원(法華院)에는 총 다섯 채로 구성된 해상왕 장보고의 기념관이 있으며, 높이 8m의 거대한 장보고 동상을 비롯해 그의 생애를 알 수 있는 다섯개의 전시실이 있다. 주요 건물로는 석가모니 상이 있는 대웅보전(大雄寶殿)을 비롯하여, 관음보살이 모셔져 있는 관음전(觀音殿), 그리고 대법당인 삼불전(三佛殿)이 있다.

## 법화원 법회
신라의 법회의식을 가장 명확하게 알려주는 현존 기록은 당나라 등주 문등현 적산촌(登州文登縣赤山村)에 세워진 신라 승원 법화원에서 거행된 강경의식(講經儀式) · 1일강의식(一日講儀式) 등의 법화원 법회(法花院法會)이다.
송경의식(誦經儀式)이 수록된 것은 《입당구법순례행기(入唐求法巡禮行記)》 권2 개성(開城) 4년(839) 11월 22일조이다.
이 법화원 강경의식은 진시(辰時)에 강경종을 울려 대중을 집회시키며, 대중이 모두 법당에 모이면 강사가 등단하고 신라음으로 칭불(稱佛)하며, 또한 대중이 함께 계향 · 정향 · 혜향 · 혜탈향 등을 합송한다. 그 다음 강경할 제목을 올리고 그 제목에 준하여 문답형식으로 경전을 강설하는 것이다. 정해진 시간에 주어진 강경이 끝나고 강사가 하단하면 한 승려가 창하기를 "처세계여허공(處世界如虛空)"이라 한다. 그러면 모두가 승당 밖으로 나가고 1일법회는 끝나게 된다.
이러한 법화원 강경법회는 11월 16일에 시작하여 그 다음해 정월 15일까지 거행된다.
강경은 경전을 강의 · 해석하는 것으로 출가 승려와 일반 신도를 청중으로 삼는다. 불교의 대중화가 이 의식을 통하여 이루어졌으며 민중의 교화도 이러한 법회 의식을 거쳐 이루어졌다.
그러나 이와 같은 법회가 베풀어진다 하더라도 일반 대중이 그들의 강경 내용을 이해하기란 쉬운 일이 아니다. 따라서 불전(佛典)의 내용을 손쉽게 이해시키는 길이 마련되어야 하였다. 이처럼 이해를 용이하게 하는 직승을 범패사(梵唄師)라 한다.
그리고 앞에 말한 강경의식이 시설될 때 강사를 보조하여 범패를 창하여 불교 이해의 도를 높이는 것이 보통인데, 이때 범패를 부르는 승려를 작범법사(作梵法師)라 하여 대중 교화의 역할이 대단하였음을 강조하고 있다.
엔닌(圓仁)의 《순례행기》 권2 개성 4년(839) 11월 22일조에 의하면 복강사(覆講師)가 나오는데, 이것도 작범법사와 같이 강사가 전날에 강연했던 경문을 되풀이하여 대중에게 경전의 깊은 뜻을 이해시키는 데 진력하였던 직승이다.
이 적산촌 법화원에서 이루어진 강경의식은 신라뿐만 아니라 당나라의 불교 의식을 엿볼 수 있는 좋은 자료이다.

## 같이 보기
- 엔닌
- 장보고
- 입당구법순례행기
- 신라방